# 技師
技師（ぎし）とは、技術者の意味で使用される名称。「技師」というと、戦前では官職名称でもあり、内閣の任命になる高等官を意味するものであった。2019年現在でも「エンジニア」の意で使われることがあり、特に自治体職員の募集要項でこの表記が多く見受けられる。

## 使用例
- 「旧鹿児島紡績所技師館」、少年技師ハンドブックのように、かつては技師という名称が技術者に適用されていた。
  - 日立製作所グループでは2018年時点でも技術系社員に技師、主任技師、主管技師、技師長、主管技師長の名称を使用している[1]。
- 映画スタッフで映写・撮影に従事するのは撮影技師である
- モールス符号を習得し、電信（無線・有線問わず）・電報の送受信に携わる通信士を「電信技師」と呼んだ。
- 医療関連分野では、臨床検査に従事する者では臨床検査技師がある。臨床検査技師等に関する法律により、臨床検査技師養成所等で養成を受け、臨床検査技師国家試験を受験する。
- 診療放射線技師も診療放射線技師法に基づき、診療放射線技師養成所で養成を受け、診療放射線技師国家試験を受験する。
- 医療ではこの他、診療エックス線技師のほか、衛生検査技師、医療情報技師、感染制御認定臨床微生物検査技師などがある。関連団体も日本診療放射線技師会、日本臨床衛生検査技師会、全国診療放射線技師教育施設協議会という具合である。医療分野で技士の表記は臨床工学技士。日本の医療・福祉・教育に関する資格一覧も参照。
- 建設業分野では、関係省庁が定める設計業務委託等技術者単価（技術者基準日額・設計業務技術者基準日額）において、技師の名称が使用されている。区分の概要はそれぞれに別途定められている。
  - 測量技術者 に 測量上級主任技師、測量主任技師、測量技師、測量技師補
  - 地質調査技術者 に　地質調査技師（他は主任地質調査員、地質調査員）
  - 設計業務等技術者 に　主任技術者、理事・技師長、主任技師、技師（A）、技師（B）、技師（C）、（他は技術員）。